# 押書
押書（あっしょ/おうしょ）とは、中世日本において行われた契約状・誓約書の一種で、将来の履行を約束した文書。

## 概要
平安時代から戦国時代にかけて行われていた文書で、売買契約や貢納契約、紛争の和解条件の履行、契約後に発生したトラブルに対する措置の履行などを約束した。書式は自由であったが、文中にて「押書」であることを明記する必要があった。また、請文・借用状として機能する場合もあった。
特殊な押書として懸物押書（かけものあっしょ/かけものおうしょ）・懸物状（かけものじょう）と呼ばれるもので、所領などの土地争いの訴訟に際して訴人（原告）と論人（被告）の間で負けた方は勝った方（または同人が指定する相手）に対して土地の権利を放棄する旨の約束を交わして訴訟機関に提出するものである。これは裁決に不服を抱いた側が再び訴えを起こすことを防止するためのものであった。